# Comics Code Authority
Il Comics Code Authority (in breve: CCA) è l'organo di censura del fumetto statunitense, creato nel 1954, sotto la spinta del libro Seduction of the Innocent dello psichiatra Fredric Wertham, è stato imposto a tutti gli editori di comics.

## Storia
La pubblicazione di Seduction of the Innocent dello psichiatra Fredric Wertham negli anni cinquanta mise in moto una critica nei confronti dei fumetti gialli e horror e delle figure femminili troppo poco vestite. Per rispondere a queste critiche, gli editori crearono il Comics Code Authority, un organo di censura sotto cui dovevano passare tutti gli albi prima di essere pubblicati. Pur non avendo nessuna autorità legale, molti negozi rifiutarono di vendere fumetti senza il suo marchio di approvazione.
Il codice proibiva la raffigurazione di sangue, violenza e sessualità esplicita; richiedeva inoltre che le autorità non fossero mai ridicolizzate e che i buoni dovessero sempre vincere; censurava inoltre la presenza di creature mostruose come vampiri, licantropi o zombi e proibiva anche la presenza di liquori, tabacco, coltelli, esplosivi, pin-up nude o poco vestite e «prodotti intimi di natura discutibile» (toiletry products of questionable nature).
Alcune fonti asseriscono che il libro e le accuse di Wertham furono solo un pretesto e che il CCA fu creato dalla DC solo per contrastare il crescente successo della EC Comics, che pubblicava serie al di fuori del genere supereroico con storie di guerra, pirati, western, fantascienza o horror le quali, secondo questo editore, basavano la loro fortuna sulla violenza.
La maggior parte dei critici e degli storici di fumetti asserisce che l'obbligo del visto del CCA abbia danneggiato questo medium ponendo vincoli agli autori che imponevano storie con una morale molto semplice e questo, escluse anche la maggior parte delle relazioni adulte, relegò il fumetto ai soli bambini/ragazzi. Il codice dominò per anni, durante i quali la maggior parte degli editori - e tutti quelli più importanti - pubblicarono solo storie approvate. Solo alla fine degli anni sessanta iniziarono a venire pubblicate le prime opere della corrente underground, con soggetti e temi al di fuori delle norme stabilite.
Nel 1971, Stan Lee, direttore responsabile della Marvel Comics, venne incaricato dal ministero dell'Educazione e Salute degli Stati Uniti d'America di realizzare una storia sull'abuso di stupefacenti. Lee scrisse la storia per Uomo Ragno, ma la CCA la respinse a causa della presenza di droghe nell'albo, ritenendo il contesto irrilevante. Lee, con l'approvazione del suo capo Martin Goodman, pubblicò ugualmente la storia su Amazing Spider-Man n. 96, senza il marchio della Comics Code Authority. Questo costrinse a rivedere il Codice in modo da permettere la presenza di «dipendenze da narcotici o droghe» se presentata come «abitudine viziosa»; furono anche ammessi vampiri, lupi mannari e simili «quando presentati nella classica tradizione di Frankenstein, Dracula e altri lavori letterari di alto livello di autori come Edgar Allan Poe, Saki, Conan Doyle e altri rispettabili autori le cui opere sono lette nelle scuole». Forse a causa della mancanza della presenza dei morti viventi in queste opere, gli zombi rimasero esclusi.
Col tempo l'influenza del codice nei fumetti diminuì: la DC Comics, la Marvel e altri sponsor della CCA pubblicarono linee di fumetti senza il marchio destinati ad adulti.
Nel 2001, la Marvel Comics abbandona la CCA in favore di un proprio sistema di classificazione dei contenuti. Dal 2005, il bollino della CCA è raramente presente sulla copertina degli albi o la sua visibilità è molto scarsa, solo la DC Comics (soprattutto nella linea Johnny DC) e la Archie Comics hanno continuato a pubblicare alcuni titoli con il simbolo della CCA. Infine, nell'aprile 2011 la DC Comics abbandonò definitivamente il visto della CCA per adottare un proprio sistema di classificazione. Il giorno successivo all'annuncio dato dalla DC, anche Archie Comics ha comunicato l'intenzione di abbandonare il Comics Code.
Il 29 settembre 2011 è stata annunciata ufficialmente l'acquisizione dei diritti sul marchio del Comic Code da parte dell'organizzazione non profit Comic Book Legal Defense Fund, che ha dichiarato che si propone di utilizzarlo per raccolte fondi in favore del primo emendamento della costituzione statunitense.